# Cambio

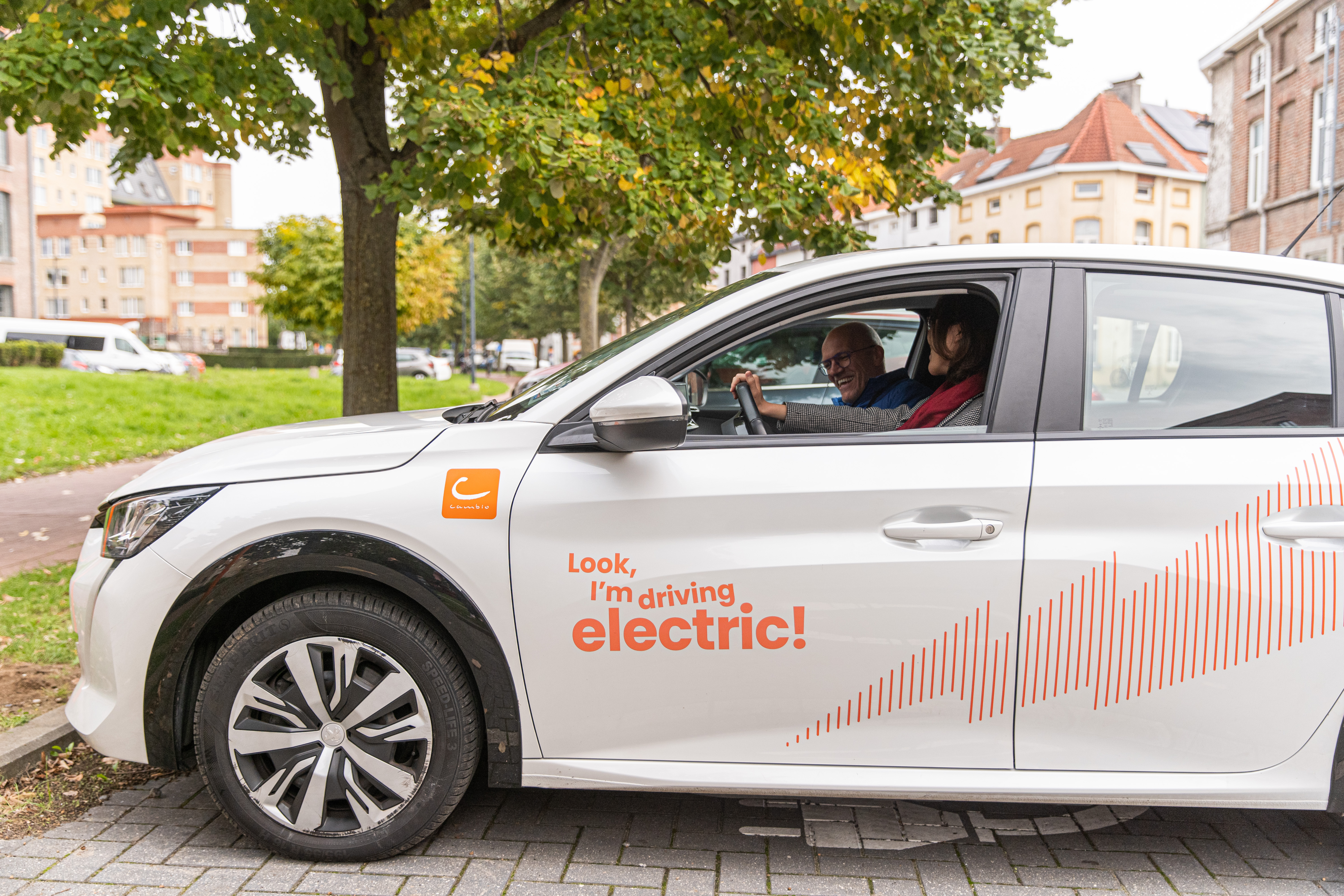

Cambio is een autodeelbedrijf actief in België en Duitsland.
Cambio is Spaans voor uitwisseling. Het werd in 2000 opgericht in Duitsland, en is intussen ook actief in België. Naast de doelgroep van particulieren, wordt Cambio ook gebruikt in de bedrijfswereld: 40% van alle reserveringen zijn voor beroepsverplaatsingen.
Cambio had in 2017 in Duitsland en België samen 93.600 gebruikers en een vloot van ongeveer 2.625 auto's.

## Geschiedenis
Cambio ontstond in 2000 door het samengaan van drie stedelijke initiatieven voor deelauto’s in Aken, Bremen en Keulen, die reeds in de vroege jaren 1990-1999 waren opgericht onder de naam “Stadt(teil)Auto”. De overkoepelende onderneming, thans gevestigd in Bremen (Duitsland), verleent franchise-licenties aan plaatselijke Cambio’s in Duitsland en België. 

### België
Cambio België is actief in Wallonië (sinds 2002), Brussel (sinds 2003) en Vlaanderen (Gent, sinds 2004) in samenwerking met onder andere de MIVB, De Lijn, TEC en de Vlaamse Automobilistenbond VAB. Eind 2009 stapte ook de NMBS-holding mee in het project.

## Belgisch netwerk
Cambio opende haar eerste Belgische standplaats in Namen, in mei 2002. In 2003 volgde Brussel, en in 2004 Vlaanderen. Anno 2024 zijn meer dan 70.000 gebruikers aangesloten. Cambio heeft zelf medewerkers in dienst, maar doet voor het callcenter en het onderhoud van de wagens een beroep op diverse partnerorganisaties.
Het Cambio-netwerk in België omvat:
|                            | Januari 2023 | Januari 2024 |
| -------------------------- | ------------ | ------------ |
| Aantal steden en gemeenten | 80+          | 100+         |
| Aantal standplaatsen       | 913          |              |
| Aantal wagens              | 2.200        | 2.700        |
| Aantal gebruikers          | 64.000+      | 70.648       |
| Aantal ritten              |              | 1 miljoen    |

## Tarieven
Cambio hanteert een gecombineerd tarief met meerdere niveaus. Wie zich wil inschrijven, betaalt een eenmalige instapkost, die varieert naargelang de gekozen gebruiksformule. Die bepaalt ook een ofwel lage maandelijkse bijdrage met hogere kilometerkost, of een hogere bijdrage met zuiniger gebruikskosten. Daarnaast wordt per gebruiksuur een bijdrage aangerekend. 
Een autoverzekering, tankkaart en onderhoud is inbegrepen bij het abonnement.

## Externe link

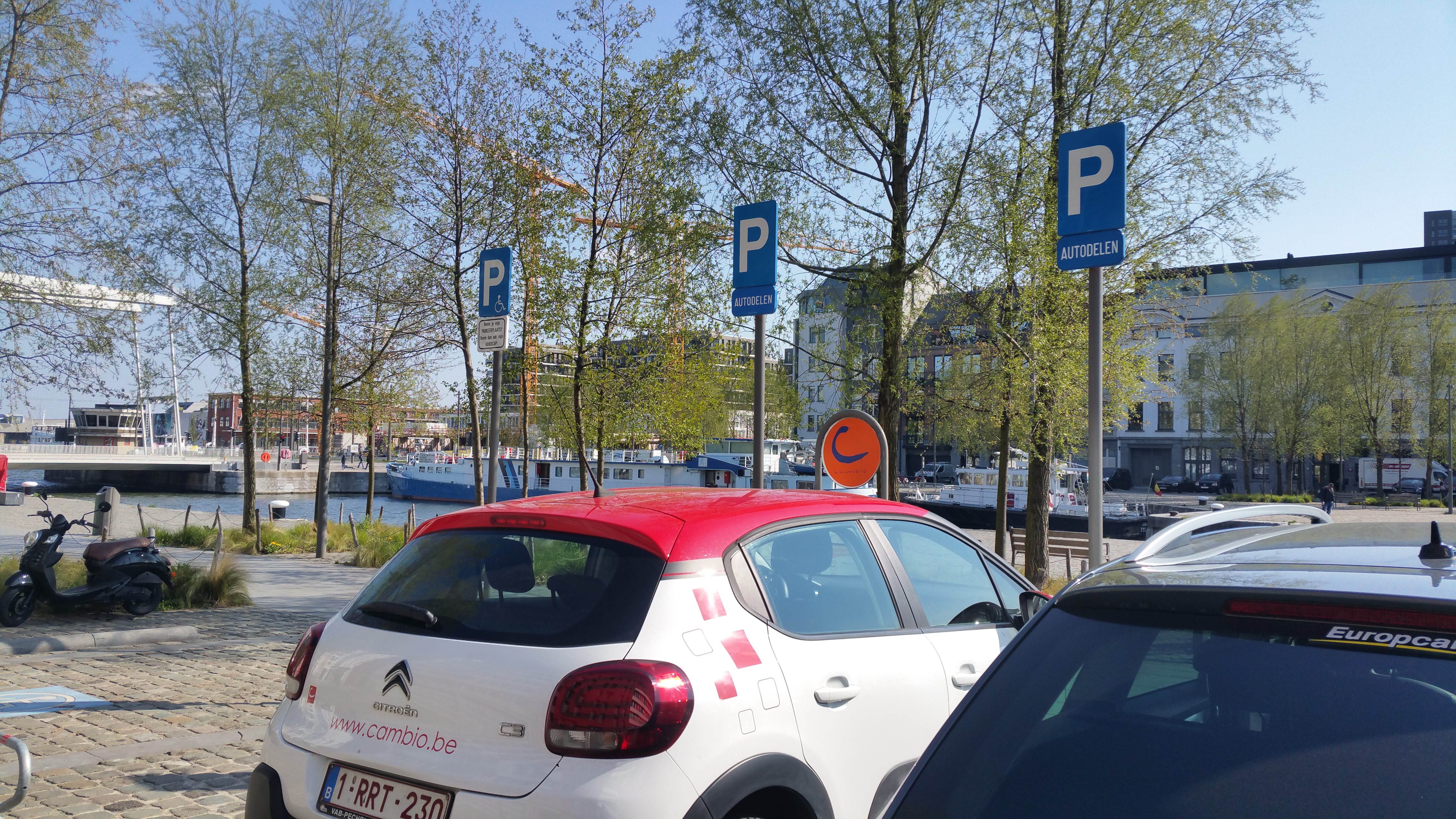